# شارل پیک
شارل پیک (فرانسوی: Charles Pic‎؛ زادهٔ ۱۵ فوریهٔ ۱۹۹۰) راننده خودروی مسابقه‌ای اهل فرانسه است، وی در سال ۲۰۱۲ و ۲۰۱۳ در مسابقات فرمول یک شرکت کرده است.